# غوردون كوران ستيوارت
غوردون كوران ستيوارت (بالإنجليزية: Gordon Curran Stewart)‏ هو موزع ومخرج أمريكي، ولد في 22 يوليو 1939 في شيكاغو في الولايات المتحدة، وتوفي في 20 نوفمبر 2014 في Garrison, New York ‏ في الولايات المتحدة بسبب نفاخ رئوي.